# Phanerotomella townesi
Phanerotomella townesi är en stekelart som beskrevs av Herbert Zettel 1989. Phanerotomella townesi ingår i släktet Phanerotomella och familjen bracksteklar. Inga underarter finns listade i Catalogue of Life.